# Radnai Miklós
Radnai Miklós (Budapest, Ferencváros, 1892. január 1. – Budapest, 1935. november 4.) magyar zeneszerző, színházigazgató.

## Élete
Budapesten született dr. Radnai (Rubinger) Jenő fővárosi tanácsjegyző és Vámossy Ilona gyermekeként. A Zeneakadémián Koessler János és Herzfeld Viktor, majd Münchenben Felix Mottl tanítványa volt. 1912-ben a Fodor Zeneiskolában kezdett el tanítani, 1919-ben a Zeneakadémia zeneelmélet-tanára lett.
Az Operaház 1918-ban mutatta be Az infánsnő születésnapja című táncjátékát. 1925-ben az intézmény igazgatójává is kinevezték. Igazgatói szerepének betöltése idején egyik fénykorát élte a dalszínház. Gazdasági szempontból is megerősödött az intézmény. Az ő kezdeményezésére indították el 1932–1933-ban az úgynevezett „olcsó ciklusokat”, melyek többek közt a következők voltak: Wagner-ciklus nyolc előadással a szerző halálának 50. évfordulója alkalmából, Verdi-ciklus, Mozart-ciklus, valamint ifjúsági előadások, balettsorozatok és délutáni előadások.
1933-ban ő alapította meg az Operabarátok Egyesületét. Ugyancsak az ő kezdeményezésére indult el az Operaház Emlékgyűjteménye, melynek első tíz tárlata 1930-ban nyílt meg. 1934-ben, amikor az Operaház fennállásának ötvenedik évfordulóját ünnepelte, nagyszabású ünnepségsorozatot szervezett. Működésének tíz éve idején műsorra tűzték Debussy Pelléas és Mélisande, valamint Verdi Falstaff című művét, azonban magyar zeneszerzők kompozícióit is szerepeltették – úgymint Kodály Zoltán, Erkel Ferenc, Goldmark Károly, Poldini Ede vagy Dohnányi Ernő.
1922. július 3-án Budapesten, a Józsefvárosban házasságot kötött Pártos Gyula építész és Bartolucci Viktória operaénekesnő lányával, Viktória Alojziával.

## Fontosabb művei
- A moduláció elméleti és gyakorlati kézikönyve; Rozsnyai, Bp., 1918
- Orkán vitéz (szimfonikus költemény, 1919) [7]
- Magyarok szimfóniája (1921)
- Összhangzattani jegyzetek a hangzatépítésről, a diktált hangzatfűzésről, a hangzati hallás fejlesztéséről és a dallamok összhangosításáról; Rozsnyai, Bp., 1924
- Az egyszeri szerelmesek (vígopera, 1926)
- Rapszódia (1932)